# 罗汉寺灌区
罗汉寺灌区是中国湖北省天门的一个灌区，其水源为汉江。灌区设计面积85.3万亩，实际面积为83.9万亩，进水闸设计流量为120立方米每秒。